# وان‌پلاس ۱۰ پرو
وان‌پلاس ۱۰ پرو (انگلیسی: OnePlus 10 Pro) یک تلفن هوشمند مبتنی بر اندروید است که توسط وان‌پلاس تولید می‌شود. این گوشی در ۱۱ ژانویه ۲۰۲۲ معرفی شد.